# Schefflera obovatifoliolata
Schefflera obovatifoliolata là một loài thực vật có hoa trong Họ Cuồng cuồng. Loài này được C.B.Shang miêu tả khoa học đầu tiên năm 1984.